# 1742 год в науке
В 1742 году произошли различные научные и технологические события, некоторые из которых представлены ниже.

## События
- Шведский учёный Андерс Цельсий предложил новую шкалу для измерения температуры («шкала Цельсия»), которая получила самое широкое распространение в мире[1].
- Сформулирована тернарная проблема Гольдбаха.

## Родились
- 1 июля — Георг Кристоф Лихтенберг, немецкий писатель, учёный и публицист (ум. 1799).
- 3 декабря — Джеймс Реннел, английский географ.
- 9 декабря — Карл Вильгельм Шееле, шведский химик.
- 26 декабря — Игнац фон Борн, австрийский минералог и металлург, ведущий немецкий учёный 1770-х годов[2]

## Скончались
- 3 января — Эдмунд Галлей, английский Королевский астроном, геофизик, математик, метеоролог, физик и демограф.
- 28 февраля — Вильгельм Якоб Гравезанд, нидерландский философ, физик и математик.